# Horse Girl
Horse Girl ist ein US-amerikanisches Filmdrama von Jeff Baena aus dem Jahr 2020. Die Hauptrolle spielt Alison Brie, die auch am Drehbuch mitschrieb und als Produzentin mit fungierte. Der Film wurde am 7. Februar 2020 auf Netflix veröffentlicht.

## Handlung
Sarah ist eine schüchterne, introvertierte junge Frau, die ein ruhiges Leben führt und in einem Handarbeitsladen arbeitet. In ihrer Freizeit besucht sie das Grab ihrer Mutter, die im Jahr zuvor durch Selbstmord gestorben ist, und besucht den Pferdestall, in dem ihr ehemaliges Pferd Willow untergestellt ist und welches sie in ihrer Kindheit geritten ist. Sarahs wiederkehrende Besuche ärgern die Besitzer sichtlich. An Sarahs Geburtstag unternimmt sie einen schwachen Versuch, die Frau, die ihre Zumba-Klasse unterrichtet, zu bitten, mit ihr auszugehen, ohne ihren Standpunkt zu verdeutlichen. Als ihre Mitbewohnerin Nikki Sarah am selben Abend alleine zu Hause findet, lädt sie Darren, den Mitbewohner ihres Freundes Brian, zu einem Doppeldate ein. Da der Hauptcharakter ihrer Lieblingsserie "Purgatory" ebenfalls Darren heißt, hält sie dies für ein Zeichen. Die vier rauchen Marihuana und trinken etwas, und Sarah hört gespannt zu, während Darren Details über sich und seine frühere Beziehung preisgibt. Nachdem er gegangen ist, hat Sarah einen bizarren Traum, in dem sie mit einem Mann und einer Frau in einem weißen Raum auf dem Boden liegt.
Am nächsten Morgen erwacht Nikki und findet Sarah schlafend im Wohnzimmer auf Kissen am Boden. Große Kratzspuren laufen über die Wand, Sarah kann sich aber nicht erinnern, woher sie stammen. Darren kehrt in die Wohnung zurück, um sein Auto zu holen, und fragt Sarah nach einem Date. Bei der Arbeit leidet Sarah an Nasenbluten und erkennt einen Mann, welcher jenem aus ihrem Traum ähnelt. Später verbringt Sarah einen Nachmittag mit ihrer Freundin aus Kindertagen, Heather, die bei einem Reitunfall eine Hirnverletzung erlitt, die zu wiederkehrenden Anfällen und Verlust des Kurzzeitgedächtnisses führt.
Eine Reihe bizarrer Vorfälle ereignen sich bald bei Sarah. Sie hört Leute in ihrer Wohnung über Küchenrohre sprechen, stellt dann aber fest, dass sie allein zu Hause war. Als sie zur Arbeit fahren will, scheint ihr Auto aus der Garage ihrer Wohnung gestohlen worden zu sein. Gary, Sarahs wohlhabender Stiefvater, teilt ihr mit, dass das Auto auf einem Abschlepphof aufgetaucht ist. Er wurde benachrichtigt, da die Registrierung des Wagens immer noch auf seinem Namen läuft. Offenbar wurde das Auto mit leerem Tank mitten auf einer Kreuzung mit den Schlüsseln im Schloss stehen gelassen. Später erwacht sie auf einem Bürgersteig in ihrem Nachthemd und geht zuerst noch davon aus geschlafwandelt zu sein, erkennt aber einen ungeklärten Zeitverlust.
Sarah gelangt zu der Überzeugung, dass sie außerirdische Entführungen erlebt und, inspiriert durch die Handlung der Serie "Purgatory", möglicherweise ein Klon ist. Ihrer auffallenden Ähnlichkeit mit ihrer verstorbenen Großmutter bekräftigen Sarah in ihrer Vermutung. Als sie bei einem HNO-Arzt ihre Nase wegen des immer wiederkehrenden Nasenblutens behandeln lässt, fragt sie diesen nach blauen Flecken auf ihrem Bauch und wie man feststellen könne, ob sie ein Klon sein. Dieser schlägt ihr vor, einen Psychiater aufzusuchen, sie geht aber nicht darauf ein. Später verfolgt sie den Mann aus ihrem Traum, Ron, zu seinem Sanitärgeschäft und möchte die Rohre in ihrer Küche ersetzt haben, dabei nennt sie sich "Agatha Kaine", welches der Name der Hauptfigur aus "Purgatory" ist. Ihre Mitbewohnerin ist völlig entsetzt als sie sieht, dass die Rohre in der Küche ihrer Mietwohnung in Sarahs Auftrag, unter falschem Namen, ersetzt werden, die Kratzer an der Wand aber immer noch da sind. Sarah gerät in Erklärungsnot und gibt an, dass sie für alles aufkommt. 
Beim Date mit Darren vertraut Sarah ihm ihre Überzeugungen über Außerirdische an, und dass sie möglicherweise ein Geklont sei und die Außerirdischen so an Informationen kommen. Darren ist zunächst offen für ihre Thesen. Er selbst scheint Prä-Astronautik sowie Kryptozoologie durchaus ernst zu nehmen. Sarah lässt sich daraufhin von ihm zum Haus von Ron, dem Sanitär, fahren und gibt an, von ihm geträumt zu haben. Sie steigert sich immer mehr in ihre Vorstellungen rein und beinahe manisch lässt sich anschließend von ihm zum Grab ihrer Mutter fahren, um sie mit einer Schere auszugraben und ihr DNA zu entnehmen, welche sie noch in der Nacht zum zwei Staaten entfernten Testzentrum bringen möchte, um sie mit ihrer eigenen DNA zu vergleichen. Damit möchte sie beweisen, dass sie ein Klon ist, welcher benutzt wird, um an Informationen zu gelangen. Darren ist aber völlig geschockt dass sie all dies so ernst nimmt und sichtlich überfordert. Sarah fühlt sich von Darren belogen und beschuldigt ihn, sich gegen sie zu verschwören. Sie fordert ihn auf zu gehen, als er ihr jedoch sagt, er lasse sie nicht mitten in der Nacht allein auf dem Friedhof zurück, fängt sie an um Hilfe zu schreien und fordert ihn erneut auf zu verschwinden, was er dann auch tut. Nikki und Brian treffen Sarah später in einem offenbar psychotischen Zustand in ihrer Wohnung an. Sarah entzieht sich den beiden und schließt sich im Bad ein. Sie zieht sich aus um zu duschen und als sie aus der Dusche hinaustritt, findet sich nackt im Ladengeschäft ihrer Arbeit wieder. Als sie zu sich kommt, ruft sie nach Joan, ihrer Cherin, fragend was passiert sei und bedeckt sich mit Stoff. Joan versucht sie zu beruhigen, erkennt jedoch dass sie Sarah in ihrer Psychose nicht erreichen kann.
Nach diesem Vorfall wird Sarah in eine psychiatrische Klinik eingewiesen. Beim Gespräch mit ihrem Sozialarbeiter stellt sie überrascht fest, dass dieser sie zu kennen scheint. Sie kann sich aber nicht erinnern schon mal hier gewesen zu sein. Sie erzählt ihm von den Stimmen, die sie hört, und dass sie denkt ein Klon ihrer Großmutter zu sein. Ebenfalls erzählt sie, dass man ihre Großmutter für verrückt hielt, da sie mit Wänden gesprochen habe und dachte sie käme aus der Zukunft. Mittlerweile glaubt ihr Sarah aber, da sie ja ähnliches erlebt. Sarah erzählt, dass ihre Mutter depressiv war und sich mit Tabletten umgebracht hat. Ihr Sozialarbeiter, Ethan, dankt ihr für ihre Offenheit, und dass sein ganzes Team alles tun werde, um ihr zu helfen.
Nachdem Sarah eine Reihe bizarrer Visionen erlebt hat, wird sie nach 72 Stunden entlassen, von denen sie nur 24 ausmachen kann. Sie denkt zwar nicht mehr, dass sie ein Klon ist, ist aber im Glauben ihre zeitreisende Großmutter zu sein. Sarah kehrt nach Hause zurück, zieht das Kleid ihrer Großmutter an und macht sich ihre Haare wie diese. Sie stiehlt Willow heimlich aus dem Stall und geht mit ihr in den Wald. Sarah bleibt auf einer Lichtung stehen und legt sich auf den Boden. Augenblicke später erblickt sie eine Lichterscheinung, sie schwebt zum Himmel und verschwindet.

## Synchronisation
Die deutschsprachige Synchronisation entstand nach einem Dialogbuch und unter der Dialogregie von Peter Minges im Auftrag der SDI Media Germany in Berlin.
| Rolle           | Schauspieler        | Synchronsprecher  |
| --------------- | ------------------- | ----------------- |
| Sarah           | Alison Brie         | Marieke Oeffinger |
| Nikki           | Debby Ryan          | Ronja Peters      |
| Darren          | John Reynolds       | Tim Schwarzmaier  |
| Joan            | Molly Shannon       | Andrea Solter     |
| Ron             | John Ortiz          | Lutz Schnell      |
| Ethan           | Jay Duplass         | Armin Schlagwein  |
| Agatha Kaine    | Robin Tunney        | Vera Teltz        |
| Gary            | Paul Reiser         | Erich Räuker      |
| Darren Colt     | Matthew Gray Gubler | Daniel Gärtner    |
| Heather         | Meredith Hagner     | Carolin Brunk     |
| Brian           | Jake Picking        | Paul Matzke       |
| Jane Doe        | Dylan Gelula        | Marie-Terese Katt |
| Joe             | Toby Huss           | Frank Röth        |
| Julie           | Angela Trimbur      | Lisa Braun        |
| Arzt            | David Paymer        | Michael Pan       |
| Heathers Mutter | Dendrie Taylor      | Katharina Palm    |

## Rezeption
Horse Girl hat auf Rotten Tomatoes  auf der Grundlage von 53 Rezensionen eine Zustimmung von 72 %, mit einer Durchschnittsnote von 6,26/10.
Nick Allen von RogerEbert.com vergibt 3 von 4 Sternen: „Die Aufrichtigkeit, die Brie ihrer Verkörperung der Geisteskrankheit entgegenbringt, ist großartig und hilft wiederum Horse Girl dabei, ihre knifflige Erzählweise zu überwinden“.